# Husička malá
Husička malá (Dendrocygna javanica) je pták z řádu vrubozobých.

## Popis
Vyskytuje se od Indie k Pákistánu směrem na východ napříč pevninskou Asií až po Čínu. Hojný výskyt je také zaznamenán v celé jihovýchodní Asii, rovněž směrem na jih po Indonéské ostrovy včetně Jávy, Sumatry a ostrova Kalimantan. Husička malá patří mezi vodní ptactvo. Je ze všech husiček nejmenší. Raději nocuje na stromech než na vodě. Velmi neobvyklé je hnízdění, husičky dávají přednost místu na vhodném stromě před hnízděním na zemi. Husičky malé nejraději hnízdí v dutinách stromů nebo s velkou oblibou obsadí opuštěné ploché hnízdo z větví, které postavila volavka nebo dravec. Na zimu se stěhují na jih. Dříve se objevovaly v Japonsku, ale počátkem 20. století zde byly zcela vyhubeny.
Husička malá dosahuje velikosti 40 cm, velmi jí vyhovuje mělká voda lemovaná stromy. Hnízdo staví na zemi nebo na stromě. Snáší 6–12 krémově bílých vajec, z kterých se vylíhnou malé husičky po 22–24 dnech. Mladí ptáci jsou někdy nošeni na hřbetech rodičů. Živí se rostlinami a vodními plži. Má hnědavé opeření s tmavým proužkem na temeni hlavy. Spodní část těla je jemně narůžovělá, oblast podbřišku bílá, hřbet tmavě hnědý; husička má křídla s proužkováním a šedý zobák.

### Zajímavost
Areál rozšíření se rozkládá až na 10 milionech km² s populací okolo 20 milionů jedinců. Jejich populace není ohrožena lovem vzhledem k tomu, že jejich maso není považováno za chutné. Lovci je dříve chovali pro mláďata, která používali jako živou návnadu.